# VCA Pictures
VCA Pictures (Video Company of America) és una empresa productora de cinema i distribuïdora estatunidenca de pel·lícules pornogràfiques. L'empresa va ser fundada per Russ Hampshire, i abans va ser un actor important durant l'Edat d'Or del Porno. Al llarg dels anys 70 i 80, VCA va produir llargmetratges de gran pressupost i orientats a la trama. El 1982, VCA va vendre 12.000 unitats d' Insatiable el primer dia d'estrena, convertint-se en el vídeo més venut (no només per a adults) aquell any als Estats Units. A la dècada de 1990, Hampshire va complir un any de presó pel transport interestatal de materials obscens. El 2003 VCA va ser comprada per Hustler Video, una subsidiària de Larry Flynt Publications, propietat de Larry Flynt. VCA manté una identitat separada dins del conglomerat LFP. El 1998 VCA va distribuir el documental Wadd: The Life & Times of John C. Holmes, i el 2004 va proporcionar imatges per al documental de HBO Pornucopia.

## Pel·lícules
Les pel·lícules destacades que VCA ha produït o distribuït foren Insatiable, New Wave Hookers, The Devil in Miss Jones 2, The Opening of Misty Beethoven, Times Square Comes Alive, Café Flesh, Debbie Does Dallas 3, Black Throat, Let Me Tell Ya 'bout Black Chicks i Britney Rears.

## Directors
Els directors més destacats que han treballat per a VCA són Jim Holliday, Axel Braun, Gerard Damiano, Alex de Renzy, Gregory Dark, Henri Pachard, John Leslie, Paul Thomas, John Stagliano, Ben Dover, Michael Ninn, Veronica Hart, Eon McKai, Chloe, Nicki Hunter i Eli Cross.

## Premis
Com a productora ha guanyat els següents premis: 
- 1984 Premis AVN – Millor director artístic – Pel·lícula (Café Flesh)[4]
- 1986 Premis AVN – Millor Fotografia (Raw Talent)[4]
- 1988 Premis AVN – Best All-Sex Release (Baby Face II)[4]
- 1989 Premis AVN – Best All-Sex Release (Angel Puss)[4]
- 1995 Premis AVN – Millor direcció artística – Film (Sex)[4]
- 1995 Premis XRCO – Millor vídeo (Latex)[5]
- 1996 Premis AVN – Millor fotografia (Sex 2)[4]
- 1998 Premis AVN – Millor estrena All-Girl (Diva 4)[4]
- 1998 Premis AVN - Millor direcció artística – Video (New Wave Hookers 5: The Next Generation)[4]
- 2002 Premis AVN – Millor comèdia sexual (Cap'n Mongo's Porno Playhouse)[4]
- 2004 Premis XRCO – Millor comèdia de paròdia (Misty Beethoven: The Musical)[5]
- 2005 Premis AVN – Millor comèdia sexual (Misty Beethoven: The Musical)[4]
- 2007 AVN Award – Best All Sex Release (Neu Wave Hookers) – compartida amb Blacklight Beauties (Pulse Pictures)[4]